# Liste der Lieder von Azealia Banks

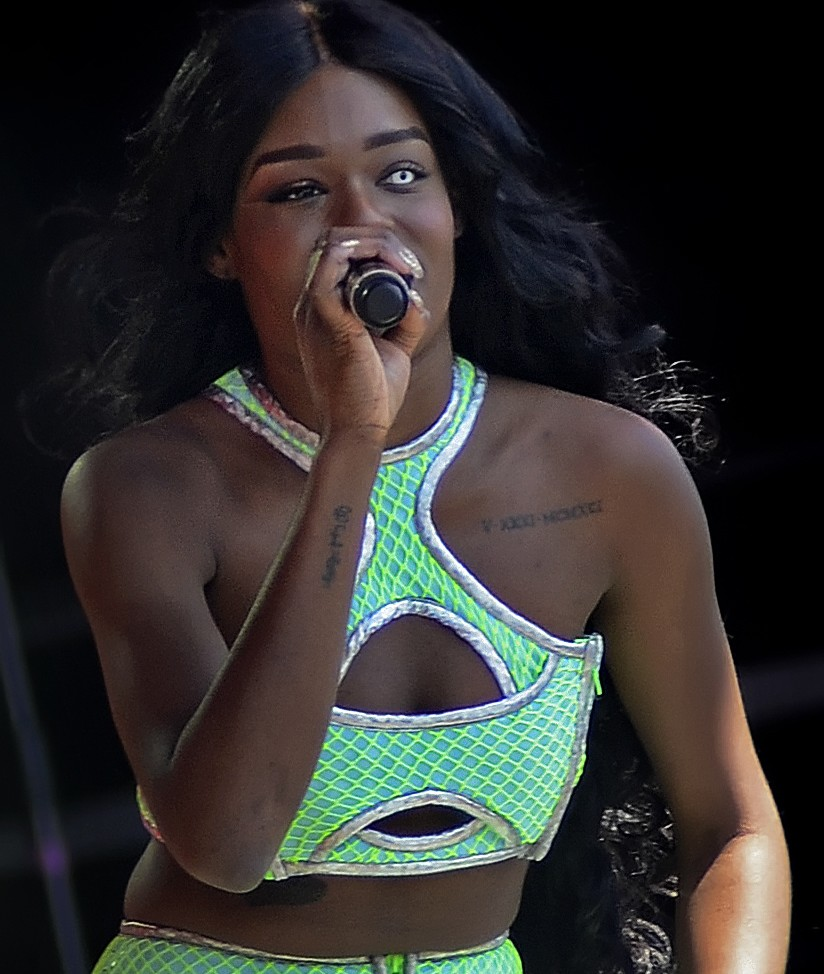
Azealia Banks (2013)

Dies ist eine Liste der aufgenommenen und veröffentlichten Lieder der US-amerikanischen Rapperin und Sängerin Azealia Banks und ihres Pseudonym Miss Bank$. Die Reihenfolge der Titel ist alphabetisch sortiert. Sie gibt Auskunft über die Urheber und auf welchem Tonträger die Komposition erstmals zu finden ist. Entnommen wurden die Informationen aus dem Booklet des jeweiligen Albums. In ihrer Karriere veröffentlichte Banks bisher ein Studioalbum, eine EP und zwei Mixtapes, sowie weitere Werke, die als Single oder als Download im Internet erschienen sind.

## #
| Titel                                    | Autoren                                     | Album                           | Jahr |
| ---------------------------------------- | ------------------------------------------- | ------------------------------- | ---- |
| 1-800-Nu-Checks                          |                                             |                                 | 2020 |
| 1991                                     | Azealia Banks, Kevin James, Tristan Stewart | 1991                            | 2012 |
| 212 (feat. Lazy Jay) erschien als Single | Azealia Banks, Jef Martens                  | 1991 Broke with Expensive Taste | 2011 |

## A
| Titel                                                       | Autoren                                                                | Album                               | Jahr |
| ----------------------------------------------------------- | ---------------------------------------------------------------------- | ----------------------------------- | ---- |
| Anna Wintour erschien als Single                            | Azealia Banks, Eugenio Sanchez, Dorian Strickland, Kevin James, “Shug” | Fantasea II: The Second Wave        | 2018 |
| Along the Coast                                             | Azealia Banks, Jack Fuller, Kaytranada                                 | Slay-Z Fantasea II: The Second Wave | 2016 |
| Aquababe                                                    |                                                                        | Fantasea                            | 2012 |
| Atlantis                                                    |                                                                        | Fantasea                            | 2012 |
| ATM Jam (feat. Pharrell Williams) erschien als Promo-Single | Azealia Banks, Johnny Harris, Pharrell Williams                        | Non-Album-Track                     | 2013 |
| Azealia Skit                                                |                                                                        | Fantasea                            | 2012 |

## B
| Titel                                                                         | Autoren                                                                        | Album                      | Jahr |
| ----------------------------------------------------------------------------- | ------------------------------------------------------------------------------ | -------------------------- | ---- |
| Bad Girls (Danja N.A.R.S. Remix) (M.I.A. feat. Missy Elliott & Azealia Banks) | Marcella Araica, Maya Arulpragasam, Azealia Banks, Melissa Elliott, Nate Hills | Bad Girls – Remixes        | 2012 |
| Bambi                                                                         |                                                                                | Non-Album-Track            | 2012 |
| Barbie Shit                                                                   |                                                                                | Non-Album-Track            | 2009 |
| Barely Legal                                                                  | Julian Casablancas                                                             | Non-Album-Track            | 2013 |
| BBD erschien als Promo-Single                                                 | Azealia Banks, Jonathan Harris, Kevin James                                    | Broke with Expensive Taste | 2013 |
| Big Talk (feat. Rick Ross)                                                    | Azealia Banks, Rick Ross, Vyle, DJ Yamez                                       | Slay-Z                     | 2016 |
| Blown Away (GypJaQ feat. Azealia Banks) erschien als Single                   |                                                                                | Non-Album-Track            | 2015 |
| Blue Jeans (Smims & Belle Remix) (Lana Del Rey feat. Azealia Banks)           | Azealia Banks, Elizabeth Grant, Emile Haynie, Dan Heath                        | Blue Jeans - Remixes       | 2012 |

## C
| Titel                                                             | Autoren                                                                                                  | Album                        | Jahr |
| ----------------------------------------------------------------- | --- | ---------------------------- | ---- |
| Can’t Do it Like Me                                               | Azealia Banks, Jonathan Harris, Benga, Coki                                                              | Slay-Z                       | 2016 |
| Can’t Stop Now (K.L.A.M. Remix) (Major Lazer feat. Azealia Banks) | | Lazers Never Die             | 2010 |
| Chasing Time erschien als Single                                  | Azealia Banks, Ronnie Colson, Warren Felder, Jonathan Harris, Steve Mostyn, Kelly Sheehan, Andrew Wansel | Broke with Expensive Taste   | 2014 |
| Chi Chi erschien als Single                                       | Azealia Banks, Jonathan Harris                                                                           | Fantasea II: The Second Wave | 2017 |
| Chips                                                             | | Fantasea                     | 2012 |
| Control It (Shystie feat. Azealia Banks) erschien als Single      | Azealia Banks, Chanelle Scott Calica                                                                     | Gold Dust: Vol. 2            | 2012 |
| Count Contessa                                                    | | Fantasea II: The Second Wave | 2013 |
| Crown erschien als Promo-Single                                   | Azealia Banks                                                                                            | Slay-Z                       | 2017 |

## D
| Titel                                                                   | Autoren                                                   | Album                      | Jahr |
| ----------------------------------------------------------------------- | --------------------------------------------------------- | -------------------------- | ---- |
| Dark Red Lipstick (LoLa Monroe feat. Azealia Banks)                     |                                                           | Lipstick and Pistols       | 2013 |
| Desperado                                                               | Azealia Banks, M. J. Cole, Kevin James, Harvey Mason, Jr. | Broke with Expensive Taste | 2014 |
| Discovery Channel (Rocky Business feat. Azealia Banks & Isaiah Gripper) |                                                           | July’s Joy                 | 2013 |

## E
| Titel                         | Autoren       | Album                        | Jahr |
| ----------------------------- | ------------- | ---------------------------- | ---- |
| Escapades erschien als Single | Azealia Banks | Fantasea II: The Second Wave | 2017 |
| Esta Noche                    |               | Fantasea                     | 2012 |

## F
| Titel              | Autoren | Album                        | Jahr |
| ------------------ | ------- | ---------------------------- | ---- |
| Fantasea           |         | Fantasea                     | 2012 |
| Fierce             |         | Fantasea                     | 2012 |
| Fuck Him All Night |         | Fantasea II: The Second Wave | 2021 |
| Fuck Up the Fun    |         | Fantasea                     | 2012 |

## G
| Titel                         | Autoren                                                            | Album                      | Jahr |
| ----------------------------- | ------------------------------------------------------------------ | -------------------------- | ---- |
| Gimme a Chance                | Azealia Banks, Oskar Cartaya, Enon, Kevin James, Harvey Mason, Jr. | Broke with Expensive Taste | 2014 |
| Gimme a Chance                |                                                                    | Non-Album-Track            | 2009 |
| Grand Scam (Lyrical Exercise) |                                                                    | Non-Album-Track            | 2011 |

## H
| Titel                                             | Autoren                                       | Album                      | Jahr |
| ------------------------------------------------- | --------------------------------------------- | -------------------------- | ---- |
| Harlem Shake (Remix) (Baauer feat. Azealia Banks) |                                               | Non-Album-Track            | 2013 |
| Heavy Metal and Reflective erschien als Single    | Azealia Banks, James Strife, Julian Wodsworth | Broke with Expensive Taste | 2014 |
| Hood Bitch                                        |                                               | Non-Album-Track            | 2012 |

## I
| Titel                                                                                  | Autoren                                                      | Album                      | Jahr |
| -------------------------------------------------------------------------------------- | ------------------------------------------------------------ | -------------------------- | ---- |
| Ice Princess erschien als Single                                                       | Azealia Banks, Jonathan Harris, Kevin James                  | Broke with Expensive Taste | 2014 |
| Idle Delilah                                                                           | Azealia Banks, Kevin James, David Kennedy, Harvey Mason, Jr. | Broke with Expensive Taste | 2014 |
| II. Earth: The Oldest Computer (The Last Night) (Childish Gambino feat. Azealia Banks) | Azealia Banks, Donald Glover, Ludwig Göransson               | Because the Internet       | 2013 |
| Ima Read                                                                               |                                                              | Fantasea                   | 2012 |
| In Town (Kevin Hussein feat. Azealia Banks)                                            | Azealia Banks, Kevin James                                   | Cybersex                   | 2015 |

## J
| Titel                         | Autoren                                                        | Album                      | Jahr |
| ----------------------------- | -------------------------------------------------------------- | -------------------------- | ---- |
| JFK (feat. Theophilus London) | Azealia Banks, Alexander Green, Kevin James, Theophilus London | Broke with Expensive Taste | 2014 |
| Jumanji                       |                                                                | Fantasea                   | 2012 |

## L
| Titel                         | Autoren                       | Album                      | Jahr |
| ----------------------------- | ----------------------------- | -------------------------- | ---- |
| L8R                           |                               | Fantasea                   | 2012 |
| Liquorice erschien als Single | Azealia Banks, Matthew Cutler | 1991                       | 2012 |
| Luxury                        | Azealia Banks, Travis Stewart | Broke with Expensive Taste | 2014 |
| Luxury                        |                               | Fantasea                   | 2012 |

## M
| Titel                                  | Autoren                                 | Album                        | Jahr |
| -------------------------------------- | --------------------------------------- | ---------------------------- | ---- |
| Miss Amor                              | Azealia Banks, Jack Fuller, Kevin James | Broke with Expensive Taste   | 2014 |
| Miss Camaraderie                       | Azealia Banks, Jack Fuller, Kevin James | Broke with Expensive Taste   | 2014 |
| Movin’ On Up erschien als Promo-Single | Azealia Banks                           | Fantasea II: The Second Wave | 2018 |

## N
| Titel                   | Autoren                                                       | Album                      | Jahr |
| ----------------------- | ------------------------------------------------------------- | -------------------------- | ---- |
| Nathan (feat. Styles P) |                                                               | Fantasea                   | 2012 |
| NEEDSUMLUV (SXLND)      |                                                               | Non Album Track            | 2012 |
| Neptune (feat. Shystie) |                                                               | Fantasea                   | 2012 |
| No Problems             |                                                               | Fantasea                   | 2013 |
| Nude Beach A-Go-Go      | Azealia Banks, Kim Fowley, Harvey Mason, Jr., Ariel Rosenberg | Broke with Expensive Taste | 2014 |

## O
| Titel        | Autoren | Album    | Jahr |
| ------------ | ------- | -------- | ---- |
| Out of Space |         | Fantasea | 2012 |

## P
| Titel                                                          | Autoren | Album                        | Jahr |
| -------------------------------------------------------------- | --- | ---------------------------- | ---- |
| P-U-S-S-Y (feat. 77KLASH)                                      | | Non Album Track              | 2009 |
| Paradiso                                                       | | Fantasea                     | 2012 |
| Partition (Remix) (Beyoncé feat. Busta Rhymes & Azealia Banks) | Azealia Banks, Mike Dean, Jerome Harmon, Beyoncé Knowles, Timothy Mosley, Terius Nash, Justin Timberlake, Dwane Weir, Trevor Smith | Catastrophic 2               | 2014 |
| Physical Motion (Jimmy Edgar feat. Azealia Banks)              | Azealia Banks, Jimmy Edgar | XXX                          | 2010 |
| Pyrex Princess erschien als Promo-Single                       | | Fantasea II: The Second Wave | 2018 |

## Q
| Titel          | Autoren                           | Album  | Jahr |
| -------------- | --------------------------------- | ------ | ---- |
| Queen of Clubs | Azealia Banks, Jamie Iovine, Slim | Slay-Z | 2016 |

## R
| Titel                 | Autoren                                   | Album    | Jahr |
| --------------------- | ----------------------------------------- | -------- | ---- |
| Riot (feat. Nina Sky) | Azealia Banks, Nina Sky, Leah Hayes, Slim | Slay-Z   | 2016 |
| Runnin’               |                                           | Fantasea | 2012 |

## S
| Titel                                                                                  | Autoren                                                  | Album                      | Jahr |
| -------------------------------------------------------------------------------------- | -------------------------------------------------------- | -------------------------- | ---- |
| Salchichón (feat. Onyx)                                                                | Azealia Banks, Bruk-Up, Lil' Vicious                     |                            | 2020 |
| Salute                                                                                 |                                                          | Fantasea                   | 2012 |
| Seventeen                                                                              |                                                          | Non-Album-Track            | 2009 |
| Shady Love (Scissor Sisters vs. Krystal Pepsy feat. Azealia Banks) erschien als Single | Azealia Banks, Jake Shears, Alexander Ridha              | Magic Hour                 | 2012 |
| Skylar Diggins                                                                         | Azealia Banks, Slim, Telli                               | Slay-Z                     | 2016 |
| Slow Hands Coverversion                                                                | Paul Banks, Carlos Dengler, Sam Fogarino, Daniel Kessler | Non-Album-Track            | 2010 |
| Soda                                                                                   | Azealia Banks, Jack Fuller, SCNTST                       | Broke with Expensive Taste | 2014 |
| Succubi                                                                                |                                                          | Non-Album-Track            | 2012 |

## T
| Titel                                                                                         | Autoren                                                  | Album                        | Jahr |
| --------------------------------------------------------------------------------------------- | -------------------------------------------------------- | ---------------------------- | ---- |
| The Big Big Beat erschien als Single                                                          | Azealia Banks, Jonathan Harris, Jack Fuller, An Expresso | Slay-Z                       | 2016 |
| The Chill$                                                                                    |                                                          | Non-Album-Track              | 2009 |
| The Kids Aren’t Alright (Remix) (Fall Out Boy feat. Azealia Banks)                            | Azealia Banks, Pete Wentz                                | Make America Psycho Again    | 2015 |
| Trap Queen (UK Remix) (Fetty Wap feat. Quavo, Gucci Mane & Azealia Banks) erschien als Single | Azealia Banks, Radric Davis, Willie Maxwell, Quavo       | Non-Album-Track              | 2015 |
| Treasure Island erschien als Single                                                           |                                                          | Fantasea II: The Second Wave | 2018 |

## U
| Titel               | Autoren                              | Album    | Jahr |
| ------------------- | ------------------------------------ | -------- | ---- |
| Us                  |                                      | Fantasea | 2012 |
| Used to Being Alone | Azealia Banks, Jack Fuller, Tony Igy | Slay-Z   | 2016 |

## V
| Titel                                      | Autoren                       | Album                        | Jahr |
| ------------------------------------------ | ----------------------------- | ---------------------------- | ---- |
| Van Vogue                                  | Azealia Banks, Travis Stewart | 1991                         | 2012 |
| Venus (Paul Oakenfold feat. Azealia Banks) |                               | Fantasea II: The Second Wave | 2013 |

## W
| Titel                                                   | Autoren | Album                      | Jahr |
| ------------------------------------------------------- | --- | -------------------------- | ---- |
| Wallace                                                 | Azealia Banks, Kevin James, Filip Nikolic, Trevor McFedries                                                           | Broke with Expensive Taste | 2014 |
| Work Bitch (Remix) (Britney Spears feat. Azealia Banks) | William Adams, Azealia Banks, Ruth-Anne Cunningham, Sebastian Ingrosso, Otto Jettman, Anthony Preston, Britney Spears | Non-Album-Track            | 2013 |

## Y
| Titel                             | Autoren                                                 | Album                      | Jahr |
| --------------------------------- | ------------------------------------------------------- | -------------------------- | ---- |
| Yung Rapunxel erschien als Single | Azealia Banks, Kevin James, Chadron Moore, Premro Smith | Broke with Expensive Taste | 2013 |